# Atletica leggera ai Giochi della XXIV Olimpiade - Salto in alto maschile

Video della Finale (il salto vincente di Avdeenko)

Il salto in alto ha fatto parte del programma maschile di atletica leggera ai Giochi della XXIV Olimpiade. La competizione si è svolta nei giorni 24-25 settembre 1988 allo Stadio olimpico di Seul.

## Presenze ed assenze dei campioni in carica
| Competizione        | Atleta            | Prestazione | Seul 1988    |
| ------------------- | ----------------- | ----------- | ------------ |
| Olimpiadi 1984      | Dietmar Mögenburg | 2,35 m      | Presente     |
| Commonwealth 1986   | Milton Ottey      | 2,30 m      | Presente     |
| Goodwill Games 1986 | Doug Nordquist    | 2,34 m      | 5° ai Trials |
| Europei 1986        | Igor' Paklin      | 2,34 m      | Presente     |
| Asiatici 1986       | Zhu Jianhua       | 2,31 m      | Presente     |
| Panamericani 1987   | Javier Sotomayor  | 2,32 m      | Cuba assente |
| Mondiali 1987       | Patrik Sjöberg    | 2,38 m      | Presente     |

1. ↑  Sjöberg è anche primatista europeo con 2,42 (1987).

Il neo primatista mondiale con 2,43 m Javier Sotomayor (record stabilito l'8 settembre, due settimane prima della gara olimpica) non può partecipare perché Cuba, il suo paese, non ha risposto all'invito del CIO.

## Turno eliminatorio
Qualificazione2,28 m
7 atleti ottengono la misura richiesta. Ad essi vengono aggiunti tutti coloro che hanno superato 2,25 (nove).

La finale quindi è con 16 atleti.

## Finale
Stadio Olimpico, domenica 25 settembre.
Il campione olimpico uscente, Mögenburg, e il campione mondiale, Sjöberg, entrano a 2,25. La centrano alla prima prova.

Tutti i migliori passano 2,28.

A 2,31 Mögenburg fa il primo errore, tutti gli altri vanno su al primo tentativo.

A 2,34 il campione uscente fa il suo secondo errore, imitato da Igor' Paklin. Centrano la misura alla prima prova solo tre atleti: il russo Avdeenko, l'ucraino Povarnitsyn (che hanno un percorso immacolato) e il caraibico Saunders (che però ha già commesso due errori). Mögenburg e l'americano Conway ripetono la prova con successo, mentre Paklin passa direttamente a 2,36.
Patrik Sjöberg è l'ultimo nell'ordine di gara. Decide di risparmiare salti e non affronta i 2,34, passando alla misura successiva.

A 2,36 sono rimasti ben otto atleti. Solo Avdeenko e Conway ce la fanno al primo tentativo, mettendo le mani sulle medaglie. Alla seconda prova superano la misura anche Povarnitsyn e Sjöberg. Saunders e Mögenburg riservano i due ultimi tentativi a 2,38; Paklin sbaglia due volte ed è fuori.

A 2,38 si ritrovano dunque ben sei atleti. Tutti sbagliano alla prima prova. Al secondo turno Avdeenko supera l'asticella: è il nuovo record olimpico; tutti gli altri sbagliano. La gara finisce qui.

Conway coglie l'argento poiché è salito sopra 2,36 al primo tentativo.

Povarnitsyn e Sjöberg hanno lo stesso numero di errori e vengono classificati a pari merito al terzo posto.
| Pos        | Atleta             | Paese            | 2,15 | 2,20 | 2,25 | 2,28 | 2,31 | 2,34 | 2,36 | 2,38 | Misura | Note            |
| ---------- | ------------------ | ---------------- | ---- | ---- | ---- | ---- | ---- | ---- | ---- | ---- | ------ | --------------- |
|            | Gennadij Avdeenko  | Unione Sovietica |      | O    | O    | -    | O    | O    | O    | XO   | 2,38   | Record olimpico |
|            | Hollis Conway      | Stati Uniti      |      | XO   | XO   | O    | O    | XO   | O    | XXX  | 2,36   |                 |
|            | Patrik Sjöberg     | Svezia           |      |      | O    | -    | O    | -    | XO   | XXX  | 2,36   |                 |
|            | Rudol'f Povarnicyn | Unione Sovietica |      | O    | O    | O    | O    | O    | XO   | XXX  | 2,36   |                 |
| 5          | Nick Saunders      | Bermuda          |      | O    | XO   | -    | X--  | O    | X--  | XX   | 2,34   |                 |
| 6          | Dietmar Mögenburg  | Germania Ovest   |      |      | O    | -    | XO   | XO   | X--  | XX   | 2,34   |                 |
| 7 ex aequo | Dalton Grant       | Regno Unito      |      |      | O    | -    | O    | XXX  |      |      | 2,31   |                 |
| 7 ex aequo | Carlo Thränhardt   | Germania Ovest   |      |      | O    | -    | O    | XX-  | X    |      | 2,31   |                 |
| 7 ex aequo | Igor' Paklin       | Unione Sovietica |      | O    | O    | -    | O    | X--  | XX   |      | 2,31   |                 |
| 10         | Jim Howard         | Stati Uniti      |      | O    | O    | XO   | O    | XXX  |      |      | 2,31   |                 |
| 11         | Brian Stanton      | Stati Uniti      | O    | -    | O    | O    | XO   | XXX  |      |      | 2,31   |                 |
| 12         | Krzysztof Krawczyk | Polonia          | -    | O    | O    | XO   | XXO  | XXX  |      |      | 2,31   |                 |
| 13         | Luca Toso          | Italia           | XO   | O    | O    | XXX  |      |      |      |      | 2,25   |                 |
| 14         | Arturo Ortíz       | Spagna           | O    | -    | XXO  | XXX  |      |      |      |      | 2,25   |                 |
| 15         | Róbert Ruffíni     | Cecoslovacchia   | O    | XXO  | XXX  |      |      |      |      |      | 2,20   |                 |
| 16         | Geoff Parsons      | Regno Unito      | O    | -    | XXX  |      |      |      |      |      | 2,15   |                 |

Legenda: O = Salto valido; X = Salto nullo; – = Misura passata; RN = Record nazionale; RM = Record mondiale; RP = Record personale.